# Pražské jaro (festival)
Pražské jaro je mezinárodní hudební festival, na němž se představují symfonické orchestry i komorní tělesa. Koná se každoročně v Praze od 12. května (výročí úmrtí Bedřicha Smetany) do 3. června. Zahajovací koncert obvykle probíhá tradičně vždy 12. května ve Smetanově síni pražského Obecního domu. Festival mimo jiné připomíná významná hudební výročí uváděním výběru skladeb jubilujících autorů a uvádí světové i české premiéry soudobých skladatelů. Kromě vážné hudby bývá na programu festivalu v posledních letech vždy i několik koncertů jazzové hudby. Od roku 2013 pořádá Pražské jaro pravidelně podzimní Klavírní festival Rudolfa Firkušného, dedikovaný jednomu z největších českých klavíristů 20. století Rudolfu Firkušnému. Součástí Pražského jara je také stejnojmenná interpretační soutěž. Současným ředitelem festivalu je Pavel Trojan.

## Historie
První ročník se konal v roce 1946 pod záštitou prezidenta republiky Edvarda Beneše při příležitosti 50. výročí založení České filharmonie. Organizační výbor byl sestaven z významných osobnosti české hudby. Od roku 1952 byl festival zahajován cyklem symfonických básní Má vlast Bedřicha Smetany a uzavírán 9. symfonií s Ódou na radost od Ludwiga van Beethovena; dnes už se zahajuje pouze Mou vlastí.
Na Pražském jaru v minulosti vystoupili kromě jiných Karel Ančerl, Aleš Bárta, Leonard Bernstein, Hélène Boschi, Adrian Boult, John Eliot Gardiner, Rudolf Firkušný, Václav Hudeček, Nigel Kennedy, Jaroslav Krombholc, Rafael Kubelík, Moura Lympany, Jevgenij Mravinskij, Charles Munch, Anne-Sophie Mutter, Ginette Neveu, Jarmila Novotná, Lev Oborin, David Oistrach, Jan Panenka či Pavel Štěpán. Na festivalu se představily rovněž české i zahraniční orchestry: Berlínská filharmonie, English Baroque Soloists, Česká filharmonie, Musica Florea, Barocco sempre giovane, Il Giardino Armonico a další.

### 73. ročník (2018)
Hlavním tématem 73. ročníku Pražského jara konaného 12. května – 3. června 2018 byla oslava 100. výročí vzniku Československé republiky. Program festivalu tedy nabídl například díla Bohuslava Martinů, Leoše Janáčka a Eugena Suchoně, společně se skladbami jejich současných pokračovatelů mj. Marko Ivanoviče, Michala Nejtka či Lukáše Sommera. Mezi další téma festivalu patřilo výročí 70 let od vzniku státu Izrael, při jehož příležitosti zazněla díla autorů s židovskými kořeny - Houslový koncert e moll Felixe Mendelssohna-Bartholdyho, kantáta Ten, který přežil Varšavu zkomponovaná v americkém exilu Arnoldem Schoenbergem a 3. symfonie "Kadiš" amerického skladatele a dirigenta Leonarda Bernsteina. Kromě zmíněných skladeb si návštěvníci festivalu také mohli vyslechnout např. Prokofjevovu "Klasickou" symfonii, operu Lohengrin od Richarda Wagnera, Modrouvousův hrad od maďarského neofolkloristy Bély Bartóka, nebo Dvořákovu kantátu Svatební košile mj. se solisty Adamem Plachetkou a jeho ženou Kateřinou Kněžíkovou v podání Symfonického orchestru Českého rozhlasu a Pražského filharmonického sboru.

### 74. ročník (2019)
V roce 2019 se 74. ročník Pražského jara uskutečnil tradičně mezi 12. květnem a 4. červnem. Byl zahájen německým orchestrem s českými kořeny Bamberger Symphoniker, kteří pod taktovkou svého šéfdirigenta Jakuba Hrůši zahráli Smetanovu Mou vlast.
Dále vystoupil Orchestr Národní akademie Svaté Cecílie, pod taktovkou svého šéfdirigenta Antonia Pappana. S newyorským Orpheus Chamber Orchestra přijel i klavírista Jan Lisiecki. Španělský temperament nabídlo těleso Orquestra de Cadaqués s dirigentem Jaime Martínem a hvězdnou houslistkou Leticií Morenovou. S francouzskou hudbou vystoupil soubor Les Arts Florissants, který uvedl pařížské symfonie Josepha Haydna a autorův slavný violoncellový koncert. Předvedli i symfonii Leopolda Mozarta, na počest třístého výročí skladatelova narození.
Ensemble Intercontemporain představily soudobou hudbu. Poprvé v Evropě uvedly nové dílo Miroslava Srnky a v české premiéře Mantovaniho Cadenzu č. 1. Poprvé se v Čechách představil Toulouský národní orchestr s šéfdirigentem Tuganem Sochijevem a se známými sólisty. Flétnista Emmanuel Pahud zahrál koncert Jacquese Iberta a houslista Renaud Capuçon zahrál v Dvořákově houslovém koncertu.

### 75. ročník (2020)
Jubilejní ročník 75. ročník se vzhledem k opatřením proti šíření koronaviru uskutečnil on-line; festivalem provázel Ondřej Havelka. Na webových stránkách Pražského jara diváci bezplatně viděli jedenáct streamovaných koncertů. Zazněl pěvecký recitál basbarytonisty Adama Plachetky, který uvedl Zimní cestu Franze Schuberta. Dále se představil Brno Contemporary Orchestra se světovou premiérou díla Jana Ryanta Dřízala, soubory Collegium 1704 a Collegium Vocale 1704. Vrcholem byl sólový recitál houslisty Jamese Ehnese streamovaný ze USA.
Jubilejní ročník měl přinést 53 koncertů široké palety klasické hudby. K zahájení festivalu byli přizvaní Berlínští filharmonikové, na program závěrečného koncertu se v rámci oslav 250. výročí narození Ludwiga van Beethovena měla vrátit jeho Devátá symfonie s Ódou na radost v podání České filharmonie. Rezidenčním umělcem festivalu měl být klavírista András Schiff.

### 76. ročník (2021)
Pražské jaro v roce 2021 nabídlo čtyřicet koncertů; v roli vypravěče se představil Martin Myšička. Českou filharmonii řídil britský dirigent Mark Wigglesworth a vystoupil Christine Rice a Štefan Margita.
Na zahajovacím koncertu zazněla Smetanova Má vlast pod taktovkou Vladimira Jurowského v provedení Rundfunk-Sinfonieorchester Berlin. Se svým novým šéfdirigentem Simonem Rattlem se na festivalu představil London Symphony Orchestra. Hostoval i Symfonický orchestr Bavorského rozhlasu s dirigentem Jakubem Hrůšou. Dirigent Iván Fischer a jeho Budapest Festival Orchestra předvedl ryze lisztovský program a sólistou byl vítěz Chopinovy soutěže z roku 2015 Seong-Jin Cho. Čistě mozartovský program přichystal Mahler Chamber Orchestra s klavíristou Leif Ove Andsnesem a sopranistkou Christiane Karg. Rezidenčním umělcem festivalu byl klarinetista a skladatel Jörg Widmann. Zúčastnil se i houslista Gidon Kremer či klavírista Garrick Ohlsson.
Víkend komorní hudby nabídl sedm koncertů. Představilo se špičkové smyčcové kvarteto Modigliani. Závěrečný koncert se věnoval hudbě Igora Stravinského a byla uvedena opera oratoria Oedipus Rex.
Byl představen nový projekt Prague Offspring věnovaný současné hudbě. Interpretaci staré hudby předvedly čtyři zahraniční soubory, z nichž dva se v Česku představily vůbec poprvé.

## Interpretační soutěž Pražského jara
Stejnojmenná interpretační soutěž byla založena rok po vzniku festivalu a koná se každoročně v různých nástrojových oborech před zahájením koncertního programu festivalu. K oceněným laureátům patří například fagotisté L. Hucek a V. Vonášek, hobojisté J. Adamus a L. Séquardtová, houslisté I. Štraus, J. Pazdera,  B. Matoušek a I. Ženatý, klavíristé M. Kasík a I. Kahánek, hornista R. Baborák, trumpetista Vl. Rejlek, varhaníci V. Rabas a A. Bárta, violoncellista M. Rostropovič či zpěvačka D. Pecková.